# Palazzo Pretorio (Fiesole)

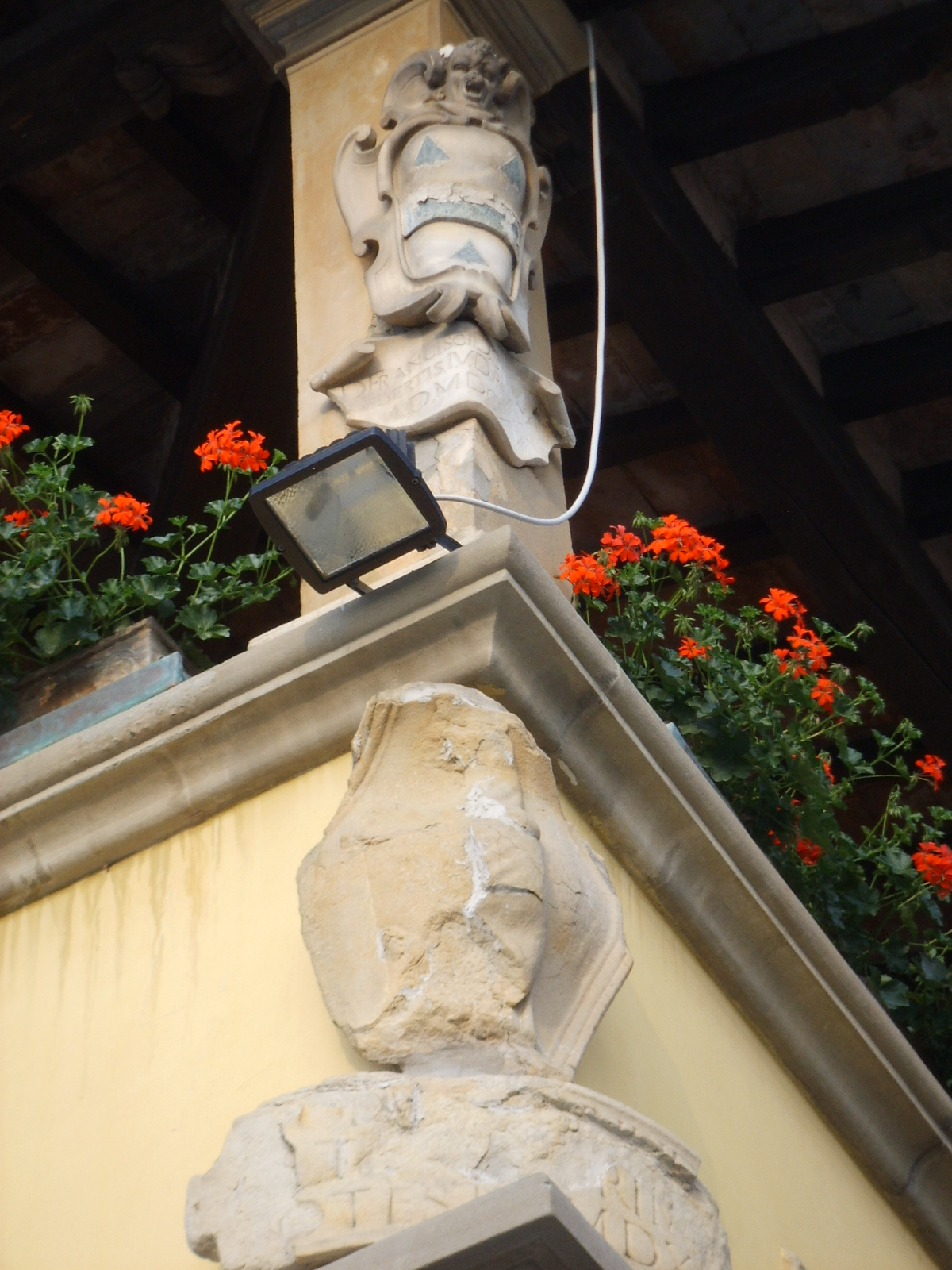
Stemmi sul palazzo

Il palazzo Pretorio di Fiesole si trova in piazza Mino da Fiesole.

## Storia e descrizione
La sede municipale di Fiesole risale al Trecento, con rimaneggiamenti nel Quattrocento e in epoche successive. Il nucleo più antico è caratterizzato da un portico architravato sulla piazza, sormontato da loggia, dove sono murati numerosi stemmi di potestà, risalenti alla dominazione fiorentina. Essi vanno dal 1520 al 1808.